# Krimmlervandfaldene
Krimmlervandfaldene (tysk: Krimmler Wasserfälle) er Østrigs højeste vandfald med en faldhøjde på 380 m. De ligger i udkanten af Krimml i delstaten Salzburg i Nationalpark Hohe Tauern tæt ved grænsen til Italien. Vandfaldene dannes af Krimmler Ache, der for enden af Krimmler Achental falder i tre trin. Floden flyder herefter ud i Salzach, der flyder gennem Pinzgau i retning mod Salzburg indtil den udmunder i Inn.

## Alment

### Dannelse
Den store faldhøjde (det øverste, midterste og nederste fald har en højde på hhv. 140, 100 og 140 m) skyldes den geologiske oprindelse af denne bjergregion. Ved dannelsen af Alperne for omkring 30 mio år siden blev den øverste Salzachdal tilbage i sin oprindelige dybde. Denne højdeforskel blev forstærket i istiden på grund af store isbræer, der gravede landskabet dybere. At vandfaldenes trin er bevaret skyldes den hårde granit, som kom frem ved brudkantens rand.

### Vandmængde
Krimmler Ache er en typisk bjergflod med stærkt veklsende vandmængder i løbet af dagen og året. I månederne juni og juli flyder der omkring 20.000 m³/t gennem floden, mens der i februar kun flyder omkring 500 m³/t. Den hidtil største vandmængde blev målt under højvandet den 25. august 1987 med op til 600.000 m³/t, hvilket medførte store ødelæggelser.

### Industriel udnyttelse
Den store vandmængde sammen med den store faldhøjde medfører en stor mængde af vandkraft og dermed en potentiel udnytbar elektrisk energi. Allerede i 1899 blev det første gang forsøgt at overgive Krimmlervandfaldene til industriel udnyttelse. Det kom dog aldrig til en realisering, hvilket bl.a. skyldtes de stærkt svingende vandmængder og til dels også den på det tidspunkt begyndende turisme. I 1967 stillede Europarådet vandfaldene under beskyttelse med det Europæiske Naturbeskyttelsesdiplom, hvilket indstillede enhver ide om industriel udnyttelse af vandfaldene.

## Vandfaldenes vej

### Alte Tauernweg
Allerede i højmiddelalderen fandtes en handelsrute langs med vandfaldene og Achental over Krimmler Tauern (2.633 m) til Italien. De vigtigste handelsvarer var salt mod syd og vin mod nord. Den endnu i dag eksisterende vigtige beværtningshytte Krimmler Tauernhaus er nævnt i 1389.
I det 16. århundrede var handelsruten så betydningsfuld, så der blev anlagt en ny vej. Den omgivende natur interesserer tydeligvis ikke de rejsende, idet Krimmler Tauernweg kun fører ud til vandfaldene, når det er ubetinget nødvendigt.

### Turistmæssig udbygning
Først i det 18. århundrede begyndte primært englænderne – ofte af naturvidenskabelig interesse – at gennemføre frivillige rejser. For at de rejsende lettere kunne se Krimmlervandfaldende, lod Ignaz von Kürsinger omkring 1835 bygge en vej til den øverste ende af det nedre fald. I 1879 udbyggede Deutscher und Oesterreichischer Alpenverein Krimmler Taurnweg til en udsigtsvej.
Den endnu i dag bestående vej langs vandfaldene blev bygget i 1901, idet bygningen af jernbanen Pinzgauer Lokalbahn fra Zell am See til Krimml i 1897 fik besøgstallet drastisk i vejret. Fra 1904 begyndte man at opkræve entré for benytte vejen. Den forløber nu langs vandfaldene og forløber i smalle og stejle serpentinkurver.

### Besøgstal
I dag besøges Krimmlervandfaldene af omkring 400.000 besøgende årligt og er dermed en stor turistattraktion. Udover de positive effekter af turismen for de lokale landsbyer, så giver turismen dog også problemer i form af flere erossionsskader omkring vejen.